# Кампо (нэнго)
Кампо или Канхо (яп. 寛保 кампо:, Сохранение снисходительного и щедрого) — девиз правления (нэнго) японского императора Сакурамати, использовавшийся с 1741 по 1744 год. Девиз правления был объявлен в связи с верой в то, что 58-й год шестидесятилетнего цикла сулит перемены.

## Продолжительность
Начало и конец эры:
- 27-й день 2-й луны 6-го года Гэмбун (по григорианскому календарю — 12 апреля 1741);
- 21-й день 2-й луны 4-го года Кампо (по григорианскому календарю — 3 апреля 1744).

## Происхождение
Название нэнго было заимствовано из 2-го цзюаня древнекитайского сочинения Го юй:「寛所以保本也」.

## События
- 1742 год (2-й год Кампо) — был принят «Кодекс из ста статей» (Осадамэгаки хяккадзё). Он отменил самые жестокие пытки и наказания (вырывание ноздрей, отрубание пальцев, опускание в кипящее масло и так далее), была усилена роль профилактических мер[9];
- 1742 год (8-я луна 2-го года Кампо) — Наводнение в Эдо годов Кампо (яп. 寛保二年江戸洪水 кампо: уни нэн эдо ко:дзу и), принесшее наибольший урон провинциям Мусаси, Кодзукэ, Симоцукэ и Синано[10];
- 1743 год (11-я луна 2-го года Кампо) — в ночном небе была замечена комета, известная сегодня как C/1743 X1[10];

## Сравнительная таблица
Ниже представлена таблица соответствия японского традиционного и европейского летосчисления. В скобках к номеру года японской эры указано название соответствующего года из 60-летнего цикла китайской системы гань-чжи. Японские месяцы традиционно названы лунами.
| 1-й год Кампо (Металлический Петух) | 1-я луна*       | 2-я луна   | 3-я луна* | 4-я луна* | 5-я луна                | 6-я луна* | 7-я луна   | 8-я луна    | 9-я луна*   | 10-я луна  | 11-я луна | 12-я луна*    |                |
| ----------------------------------- | --------------- | ---------- | --------- | --------- | ----------------------- | --------- | ---------- | ----------- | ----------- | ---------- | --------- | ------------- | -------------- |
| Григорианский календарь             | 16 февраля 1741 | 17 марта   | 16 апреля | 15 мая    | 13 июня                 | 13 июля   | 11 августа | 10 сентября | 10 октября  | 8 ноября   | 8 декабря | 7 января 1742 |                |
| Юлианский календарь                 | 5 февраля 1741  | 6 марта    | 5 апреля  | 4 мая     | 2 июня                  | 2 июля    | 31 июля    | 30 августа  | 29 сентября | 28 октября | 27 ноября | 27 декабря    |                |
| 2-й год Кампо (Водяная Собака)      | 1-я луна        | 2-я луна*  | 3-я луна  | 4-я луна* | 5-я луна*               | 6-я луна  | 7-я луна*  | 8-я луна    | 9-я луна*   | 10-я луна  | 11-я луна | 12-я луна     |                |
| Григорианский календарь             | 5 февраля 1742  | 7 марта    | 5 апреля  | 5 мая     | 3 июня                  | 2 июля    | 1 августа  | 30 августа  | 29 сентября | 28 октября | 27 ноября | 27 декабря    |                |
| Юлианский календарь                 | 25 января 1742  | 24 февраля | 25 марта  | 24 апреля | 23 мая                  | 21 июня   | 21 июля    | 19 августа  | 18 сентября | 17 октября | 16 ноября | 16 декабря    |                |
| 3-й год Кампо (Водяная Свинья)      | 1-я луна*       | 2-я луна   | 3-я луна* | 4-я луна  | 4-я луна (високосная) * | 5-я луна* | 6-я луна   | 7-я луна*   | 8-я луна*   | 9-я луна   | 10-я луна | 11-я луна     | 12-я луна      |
| Григорианский календарь             | 26 января 1743  | 24 февраля | 26 марта  | 24 апреля | 24 мая                  | 22 июня   | 21 июля    | 20 августа  | 18 сентября | 17 октября | 16 ноября | 16 декабря    | 15 января 1744 |
| Юлианский календарь                 | 15 января 1743  | 13 февраля | 15 марта  | 13 апреля | 13 мая                  | 11 июня   | 10 июля    | 9 августа   | 7 сентября  | 6 октября  | 5 ноября  | 5 декабря     | 4 января 1744  |
| 4-й год Кампо (Деревянная Крыса)    | 1-я луна*       | 2-я луна   | 3-я луна* | 4-я луна  | 5-я луна*               | 6-я луна* | 7-я луна   | 8-я луна*   | 9-я луна*   | 10-я луна  | 11-я луна | 12-я луна*    |                |
| Григорианский календарь             | 14 февраля 1744 | 14 марта   | 13 апреля | 12 мая    | 11 июня                 | 10 июля   | 8 августа  | 7 сентября  | 6 октября   | 4 ноября   | 4 декабря | 3 января 1745 |                |
| Юлианский календарь                 | 3 февраля 1744  | 3 марта    | 2 апреля  | 1 мая     | 31 мая                  | 29 июня   | 28 июля    | 27 августа  | 25 сентября | 24 октября | 23 ноября | 23 декабря    |                |

* звёздочкой отмечены короткие месяцы (луны) продолжительностью 29 дней. Остальные месяцы длятся 30 дней.